# Philophyllia latior
Philophyllia latior är en insektsart som beskrevs av Brunner von Wattenwyl 1878. Philophyllia latior ingår i släktet Philophyllia och familjen vårtbitare. Inga underarter finns listade i Catalogue of Life.